# 彭靖惠
彭靖惠（1975年5月13日—），台灣女歌手，出生於高雄市前鎮區，有客家背景，畢業於北一女中、國立台灣大學圖書資訊學系。於1998年參加《MTV新聲卡位戰》歌唱比賽獲得第二名的佳績，被滾石唱片挖掘而出道。
她早期的音樂演唱風格較偏為流行，現在則多被認為具有某種成熟、成人的概念與略帶爵士、慵懶曲風。除了出道時的首張專輯，作品多為爵士樂、巴薩諾瓦、法國香頌等曲風為主。
彭靖惠後期也接觸阿根廷探戈曲風，經常與純粹探戈樂團合作，演唱探戈大受好評，被認為是台灣最佳探戈歌手。也曾從事探戈舞蹈的教學與演出。
除了音樂之外，她也從事紙黏土藝品製作，作品則多以貓為主題。

## 作品

### 音樂專輯
- 解套

- 發行日期: 2000年4月（滾石唱片）

- 貓小姐

- 發行日期: 2001年3月（滾石唱片）

- 純粹慵懶

- 發行日期: 2004年12月（豐華唱片）

- 浪費時間是快樂的

- 發行日期: 2006年9月（豐華唱片）

## 外部連結
- 小花&饅頭 下一站幸福 （页面存档备份，存于）